# 先取特権
先取特権（さきどりとっけん）とは、一定の類型に属する債権を有する者に付与される、債務者の財産について他の債権者に先立って自己の債権の弁済を受ける権利（民法第303条）。
- 民法について以下では、条数のみ記載する。

## 沿革
先取特権は「権利発生の先後ではなく原因をもって評価せよ(non ex tempore aestimatur, sed ex causa)」という法諺が反映された「ローマ法上の対人的訴訟権間の特権(privilegium inter personales actiones)」に由来する。このようなローマ法上の特権は、フランスの古法において受容されて現在と類似した内容に変わった。この古法上の特権は、フランス民法典において、先取特権(Privilège)という法定担保物権として法制化した。

## 概説

### 先取特権の性質
先取特権は、特定債権を特別に保護するものであり、債権者平等の原則を破るものであるから、本来は軽々しく認めるべきものではない（ドイツ民法やスイス民法にはこの制度はない）。しかし、特に公平の観点から法定担保物権として設けられている。
ある債権を先取特権の対象として法で認める場合、その債権を一般債権に優先して保護しなければならない合理的な理由が求められる。先取特権が認められる理由としては、(1)債権者間の公平（共益の費用）、(2)社会的弱者が有する少額の債権を保護するなど社会政策的配慮（雇用関係、葬儀費用、日用品供給）、③債権者の有する通常の期待や意思の推測（不動産賃貸）、④特定産業の保護·育成といった政策的配慮（農業、工業の労務）が挙げられる。各先取特権はこのうち1つまたは複数の理由で認められるというのが通説である。
不可分性
留置権の不可分性の規定が準用される（305条）が、特約により解除することも可能である。
物上代位性
先取特権は、その目的物の売却、賃貸、滅失又は損傷によって債務者が受けるべき金銭その他の物に対しても、行使することができる。ただし、先取特権者は、その払渡し又は引渡しの前に差押えをしなければならない（304条）。但書の趣旨について、先取特権者による物上代位権行使の目的となる債権について一般債権者が差押又は仮差押の執行をしたにすぎないときは、そののちに先取特権者が該債権に対し物上代位権を行使することを妨げないと解すべきと判示されている。
先取特権の効力については、特に定めるもののほか、その性質に反しない限り、抵当権に関する規定が準用される（341条）。

### 先取特権の種類
先取特権には民法上規定されている先取特権と、特別法において規定されている先取特権とがある。このうち民法上の先取特権には以下が存在する。
- 一般先取特権（第306条以下）：債務者の総財産について優先弁済権を付与される
- 動産先取特権（第311条以下）：債務者の特定の動産について優先弁債権を付与される
- 不動産先取特権（第325条以下）：債務者の特定の不動産について優先弁済権を付与される

動産先取特権と不動産先取特権は、いずれも債務者の特定の財産について優先弁済権を付与されるものであるため、これらを総称して特別先取特権という。
以下、この項目では民法上の先取特権を列挙した後、特別法において規定されている先取特権の一部を取り上げて解説する。

### 実務上の効用
民事執行法上、先取特権者は担保権の存在を証する文書を裁判所に提出することにより、債務者の債権・不動産について執行ができる。訴訟等によって債務名義を取得する必要がない等の利点があるので、債務者の有する売上債権、預金債権等を差し押さえて未払給与・未払管理費などを迅速に回収するためにしばしば活用される。

## 民法上の先取特権

### 先取特権の種類

#### 一般先取特権
- 以下に掲げる原因より生じた債権を有する者は、一般の先取特権を有する（306条）。

1. 共益の費用
各債権者の共同利益のためになした、債務者の財産の保存、清算又は配当に関する費用をいう（307条1項）。
共益の費用中、総債権者に有益でなかったものについては、先取特権は、その費用によって利益を受けた債権者に対してのみ存在する（同条2項）。また、共益費用の先取特権は、その利益を受けた総債権者に対して優先の効力を有する（329条2項但書）。
2. 雇用関係
給料その他債務者と使用人との間の雇用関係に基づいて生じた債権をいう（308条）。
3. 葬式の費用
債務者のためにされた葬式の費用のうち相当な額及び債務者がその扶養すべき親族のためにした葬式の費用のうち相当な額をいう（309条1項、2項）。
4. 日用品の供給
債務者又はその扶養すべき同居の親族及びその家事使用人の生活に必要な最後の6か月間の飲食料品・燃料及び電気の供給をいう（310条）。

- 一般の先取特権の順位（329条）
一般の先取特権が互いに競合する場合においては、その優先権の順位は、上に掲げた順位による。
一般の先取特権と特別の先取特権とが競合する場合においては、特別の先取特権は一般の先取特権に優先する（329条2項本文）。
- 一般の先取特権の対抗力（336条）

#### 動産先取特権
以下に掲げる原因より生じた債権を有する者は、特定動産の先取特権を有する（311条）。
1. 不動産の賃貸借（312条〜316条、319条）
不動産の賃貸の先取特権は、その不動産の賃料その他の賃貸借関係から生じた賃借人の債務に関し、賃借人の動産について存在する（312条）。
建物の賃貸人の先取特権は、賃借人がその建物に備え付けた動産について存在する（313条）。
賃借権の譲渡又は転貸の場合には、賃貸人の先取特権は、譲受人又は転借人の動産にも及ぶ。譲渡人又は転貸人が受けるべき金銭についても、同様とする（314条）。
2. 旅館の宿泊（317条、319条）
3. 旅客又は荷物の運輸（318条、319条）
4. 動産の保存（320条）
5. 動産の売買（321条）
6. 種苗又は肥料（蚕種又は蚕の飼養に供した桑葉を含む）の供給（322条）
7. 農業の労役（323条）
8. 工業の労務（324条）

動産の先取特権の順位は、原則として上記に掲げる順序に従う（330条）。
債務者がその目的である動産をその第三取得者に引き渡した後は、その動産について行使することができない（333条）。

#### 不動産先取特権
以下に掲げる原因より生じた債権を有する者は、特定不動産の先取特権を有する（325条）。
1. 不動産の保存
不動産の保存のために要した費用又は不動産に関する権利の保存、承認若しくは実行のために要した費用をいう（326条）。
保存行為終了後、ただちに登記をしなければいけない（337条）。
2. 不動産の工事
不動産の工事の設計、施工又は監理をする者が債務者の不動産に関してした工事の費用をいう（327条1項）。
工事によってした不動産の価格の増加が現存する場合に限り、その増加分についてのみ存在する（同条2項）。
工事前に、費用の予算額を登記しなければいけない。実際の工事の費用が登記された予算額を超えてしまった場合、その超過額についての先取特権は認められない（338条）。
3. 不動産の売買
不動産の代価とその利息について存在する（328条）。

### 先取特権の順位
- 一般の先取特権の順位（第329条）
- 動産の先取特権の順位（第330条）
- 不動産の先取特権の順位（第331条）
- 同一順位の先取特権（第332条）

不動産の保存・工事の先取特権は高順位の担保権に優先するが、不動産の売買の先取特権は担保権と同じ優先度である。そのために、不動産の売買の先取特権は、担保権実行時の優先順位の変更の効果は発生しない。また、登記された一般の先取特権は、登記されていない一般の先取特権に優先する。

### 先取特権の効力
- 先取特権と第三取得者
先取特権は、債務者がその目的である動産をその第三取得者に引き渡した後は、その動産について行使することができない（333条）。
- 抵当権に関する規定の準用
先取特権の効力については、その性質に反しない限り、抵当権に関する規定を準用する（341条）。

## 特別法上の先取特権
国税徴収法上の先取特権
国税徴収法8条により、原則として国税は納税者の総財産について全ての公課その他の債権に先だって徴収される（国税優先の原則）。
地方税法上の先取特権
地方税法14条により、原則として地方団体の徴収金は納税者や特別徴収義務者の総財産について、国税などを除き、すべての公課その他の債権に先だって徴収される。
社会保険料の先取特権
社会保険料（健康保険料、年金保険料、介護保険料、雇用保険料、労災保険料 等）は法律（健康保険法第182条、国民健康保険法第80条第4項、国民年金法第98条、厚生年金保険法第88条、介護保険法第199条、労働保険の保険料の徴収等に関する法律第29条 等）により保険料等の先取特権の順位は、国税及び地方税に次ぐものとされる。
建物の区分所有等に関する法律上の先取特権
建物の区分所有等に関する法律7条により、管理者・管理組合法人等は、職務上の債権（マンションの管理費が代表的な例である）等について、債務者の区分所有権等の上に先取特権を有する。
行旅病人及行旅死亡人取扱法の先取特権
行旅病人及行旅死亡人取扱法第15条により、その費用に関しては「行旅病人行旅死亡人及其ノ同伴者ノ救護若ハ取扱ニ関スル費用ハ所在地市町村費ヲ以テ一時之ヲ繰替フヘシ」とされ、具体的な費用徴収に関しては
15条第2項「前項費用ノ弁償金徴収ニ付テハ市町村税滞納処分ノ例ニ依ル」
15条第3項「前項ノ徴収金ノ先取特権ハ国税及地方税ニ次グモノトス」 と規定されている。